# Чемпионат мира по настольному теннису среди команд 2006
Чемпионат мира по настольному теннису среди команд 2008 года прошёл с 24 апреля по 1 мая 2006 года в немецком городе Бремен в АВД-дом. Это был 48-й чемпионат мира.
В ходе соревнований было разыграно 2 комплекта медалей. Обе золотые медали выиграли сборные Китая. Мужская сборная Китая стала победительницей чемпионатов мира в 15-й раз всего и в 3-й раз подряд. Женская сборная выиграла уже 16-й чемпионат мира и 7-й подряд.

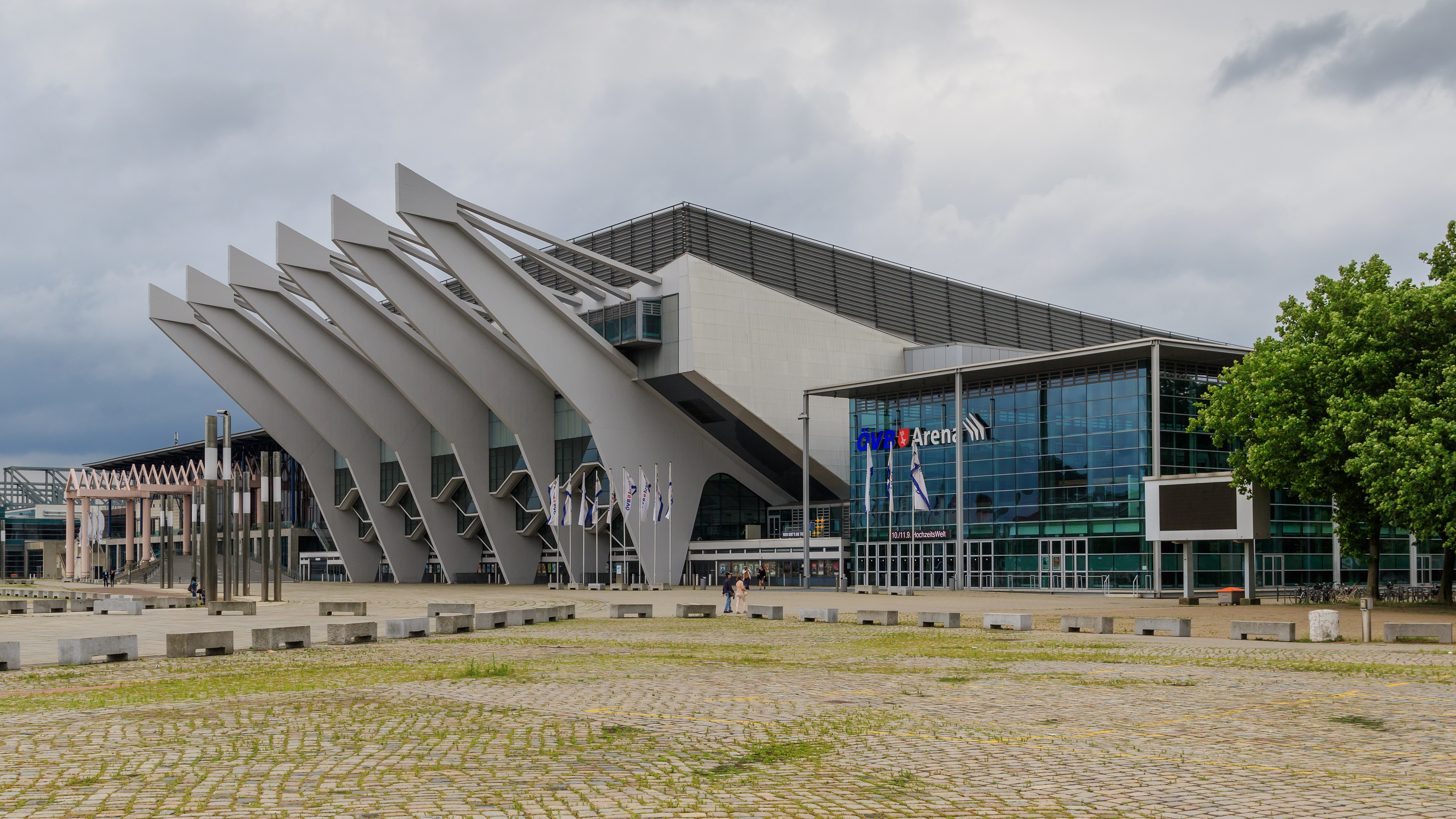
ÖVB Arena

## Медали

### Общий зачёт
(Жирным выделено самое большое количество медалей в своей категории; принимающая страна также выделена)
| Общее количество медалей |                  |        |         |        |       |
| Место                    | Страна           | Золото | Серебро | Бронза | Всего |
| 1                        | Китай            | 2      | 0       | 0      | 2     |
| 2                        | Гонконг          | 0      | 1       | 1      | 2     |
| 3                        | Республика Корея | 0      | 1       | 0      | 1     |
| 4                        | Беларусь         | 0      | 0       | 1      | 1     |
| 4                        | Германия         | 0      | 0       | 1      | 1     |
| 4                        | Япония           | 0      | 0       | 1      | 1     |
| Всего                    | Всего            | 2      | 2       | 4      | 8     |

### Медалисты
| Дисциплина | Золото                                                    | Серебро                                                                     | Бронза                                                                                         |
| ---------- | --------------------------------------------------------- | --------------------------------------------------------------------------- | ---------------------------------------------------------------------------------------------- |
| Мужчины    | Китай · Ван Лицинь · Ма Линь · Ван Хао · Чэнь Ци · Ма Лун | Республика Корея · Чу Се Хёк · Ю Сын Мин · О Сан Ын · Ли Чон У · Им Чжэ Хён | Гонконг · Чхён Юк · Ко Лайчхак · Лён Чхуянь · Ли Чхин · Чэ Кхачхун                             |
| Мужчины    | Китай · Ван Лицинь · Ма Линь · Ван Хао · Чэнь Ци · Ма Лун | Республика Корея · Чу Се Хёк · Ю Сын Мин · О Сан Ын · Ли Чон У · Им Чжэ Хён | Германия · Тимо Болль · Жолтан Фехер-Коннерт · Йёрг Росскопф · Бастиан Штегер · Кристиан Зюсс  |
| Женщины    | Китай · Чжан Инин · Го Юэ · Го Янь · Ван Нань · Ли Сяося  | Гонконг · Лау Суйфэй · Линь Лин · Чжан Жуй · Те Яна · Юй Кхуок Сэ           | Беларусь · Татьяна Костромитина · Вероника Павлович · Виктория Павлович · Александра Привалова |
| Женщины    | Китай · Чжан Инин · Го Юэ · Го Янь · Ван Нань · Ли Сяося  | Гонконг · Лау Суйфэй · Линь Лин · Чжан Жуй · Те Яна · Юй Кхуок Сэ           | Япония · Аи Фудзинума · Аи Фукухара · Саяка Хирано · Харуна Фукуока · Саки Канадзава           |